# اسمینری (میسیسیپی)
اسمینری (به انگلیسی: Seminary) شهرکی در ایالت میسیسیپی کشور ایالات متحده آمریکا است که جمعیت آن در سرشماری سال ۲۰۱۰ میلادی، ۳۱۴
نفر بوده‌است.